# Hans Egede
Hans Poulsen Egede (31. leden 1686, Harstad – 5. listopad 1758, Falster) byl dánsko-norský luteránský misionář, který proslul svou misií v Grónsku. Šířil v této zemi nejen křesťanství, ale obnovil zde po stovkách let i dánsko-norský vliv.

## Život
Narodil se na severu Norska, na ostrově Hinnøya. Roku 1704 odešel do Dánska, aby zde na Kodaňské univerzitě studoval teologii. Po promoci se vrátil do Norska. V dubnu 1707 byl vysvěcen na luterského kněze a přidělen k farnosti na souostroví Lofoty. Zde se často setkával s vyprávěními o kolonizačních cestách starých Norů do Grónska. Roku 1711 si tedy vyžádal od krále Frederika IV. Dánského (krále Dánsko-Norska) povolení k misijní cestě a obnovení částečných koloniálních nároků (plná kolonizační práva Egede nezískal kvůli obavám z negativní reakce Nizozemska).
Egede pak v Bergenu založil Grónskou společnost (Det Bergen Grønlandske Compagnie) a 2. května 1721 vyplul na lodi Haabet (Naděje) směrem ke grónskému ostrovu (o němž se tehdy ovšem Evropané domnívali, že jde o poloostrov), a to spolu s dalšími čtyřiceti kolonisty. Během cesty měli mimochodem spatřit obřího „vodního hada“. 3. července výprava přistála ve fjordu Nuup Kangerlua, načež zde Egede vyhlásil „kolonii Haabets“. Na ostrově Kangeq (i ten Egede přejmenoval na Haabet Oe) si poté zřídil malou základnu. Několik měsíců pak hledal potomky starých norských kolonistů, ale žádné nenašel. Všude se setkával jen s Inuity. Naučil se tedy jejich jazyk a začal se šířením křesťanství. V zimě pak velká část kolonistů onemocněla kurdějemi a vrátila se domů.
Egede a jeho rodina zůstali. V roce 1722 jim těžké podmínky zjednodušila zásobovací loď, kterou jim poslal král. Roku 1724 se mu podařilo pokřtít první dítě, které pak odeslal do Dánska, kde toto dítě inspirovalo Mikuláše Ludvíka Zinzendorfa k misii Jednoty bratrské v Grónsku. Roku 1728 dorazila další zásobovací expedice vedená Clausem Paarssem a založila pevnost Godt-Haab (budoucí město Godthåb). I Paarssovy muže však kosily ve velkém kurděje, až král ztratil trpělivost a většinu kolonistů odvolal. Egede však znovu zůstal. Roku 1729 nechal v Dánsku vydat knihu Det gamle Grønlands nye Perlustration.
Další zásobovací výprava roku 1733 s sebou přivezla i tři Moravské bratry z Herrnhutu, vedoucím této skupiny byl Kristián David. Tito tři lidé založili sami v nehostinných podmínkách a zprvu nepřátelském prostředí základnu Neu-Herrnhut, jádro budoucího hlavního města Grónska Nuuk. Egede, ačkoli byl po 12 letech práce v Grónsku blízko k rezignaci, zaujal zprvu k bratrským misionářům nepřátelský postoj, odmítl s nimi spolupracovat či jakkoli jim pomoci, a očernil je u dánského krále Kristiána VI. kvůli jejich knize. Rovněž se domníval, že bratři přivezli na ostrov neštovice, které začaly decimovat Inuity a zasáhly i jedno z jeho dětí, které zemřelo. Později bylo zjištěno, že zdrojem epidemie neštovic bylo výše uvedené první pokřtěné dítě, které se vracelo na ostrov stejnou lodí, jako moravští bratři. Egede se s tělem svého dítěte vrátil do Kodaně a jeho úkoly na ostrově převzal syn Poul.
V Dánsku byl pak Egede roku 1741 jmenován biskupem Grónska. Roku 1747 vydal katechismus určený pro specifické grónské podmínky. V Grónsku po něm později bylo pojmenováno město Egedesminde.